# گل‌دشت (خرم‌آباد)
گل‌دشت نام یکی از محله‌های جنوبی شهر خرم‌آباد است. این محله به دو بخش گلدشت غربی و گلدشت شرقی تقسیم شده‌است. شهرداری منطقه ۳ خرم‌آباد در این محله واقع شده‌است.
گلدشت شرقی دارای مسجد ، فروشگاه های متعدد ، مدارس ( شامل علوم و معارف اسلامی شهید مطهری خرم‌آباد به مدیریت مهدی زندیه شیرازی ، مدرسه خیریه توتونچی ، دبستان شهید گودرزی و سلیمانی و...) ، میادین معروف فردوسی و آرش ، بیمارستان تأمین اجتماعی و... می باشد. در کل محله ای متوسط با امکانات قابل قبول است. شیرینی سرای معروفی بی بی در این محله قرار دارد. خیایان آهوان ، فردوسی و ارغوان از جمله خیابان های این محله هستند. پارک بزرگ و مشهور چهارباغ نیز در گلدشت شرقی قرار دارد. گلدشت محله ای بزرگ و پر جمعیت می باشد. نام قدیم آن،  گل دشت (به معنای دشتی گلی یا با خانه های گل و ساروجی) بوده ، ولی اکنون گلدشت (گل به معنای نوعی گیاه) گفته می شود. پوشاک کبیر ، کالای ورزشی آهوقلندری و فروشگاه سورنا ، چند نمونه از فروشگاه های آن بوده و پارک بانوان کوثر ، در این محله قرار دارد.